# 김민지 (안녕 자두야)
《김민지》는 대한민국의 애니메이션 《안녕 자두야》에 등장하는 등장인물이다.

## 특징

### 용모 및 복장
중간 길이 단발에 일자 처피뱅 앞머리를 가지고 있으며, 선명한 분홍색 머리띠를 쓰고 다니지만 과거에는 머리카락으로 눈을 덮은 상태였고, 뒷머리도 길었다.

### 전체적 특징
처음엔 별로 자두와 친하지는 않았고 가끔 아주 큰 충격이나 상처를 받았을 때 옛날처럼 노래를 듣고 하수구 냄새를 좋아하지만, 자두의 엄마가 몇몇 집들에 떡을 돌리다 자두와 친해졌고, 현재는 긴단발에 일자 앞머리도 있다.

## 캐릭터 소개
초등학교 3학년으로, 자두의 같은 반이며 단짝친구. 성격이 착해서 친구들이 좋아한다. 유난히, 단짝 친구인 자두에게 관심을 많이 보인다. 애니메이션 기준으로 설명하면 사실 민지는 이사왔을 때부터 집에만 있었기 때문에 자두가 이상한 아이로 소문이 나 있었는데 이를 흥미롭게 여긴 자두가 찾아간 것. 처음에는 자두에게 경계심을 가졌지만, 계속해서 자두와 함께한 결과 결국 친해져서 지금의 모습이 되었다. 원작은 자두와 친구들이 민지네 집 앞에서 구슬치기를 하다 민지네 집 마당으로 굴러들어가 구슬을 꺼내려던 자두는 민지와 만나고 서서히 친구가 되어 단짝친구가 되었다. 지금은 착하고 상냥한 성격에 모범적이고 착실한 성격이지만, 무서운 이야기를 싫어한다. 로맨스 이야기를 좋아한다. 그림, 공부, 시에 만능한 소녀이다.

## 성격
착하고 얌전하고 상냥하고 내성적인 성격을 가진 소녀이며, 배려심이 많다. 그러나 화나면 무섭다. 장난치는 것, 운동, 체육, 오이를 싫어한다. (오이 알레르기가 있기 때문에.) 좋아하는 것은 친구 자두, 메탈음악, 노래부르기, 달콤한 것이며, 시궁창 냄새, 하수구 냄새를 좋아하는 이상한 취향을 가지고 있다. 

## 같이 보기
- 안녕 자두야
- 최자두(단짝친구)